# مزرعة علي محمد نظوري (فراغة)
مزرعة علي محمد نظوري (بالفارسية: مزرعه علی محمد نازوری و شرکا) هي منطقة سكنية تقع في إيران في يزد.